# Natalia Lesz
Natalia Lesz (ur. 27 lipca 1981 w Warszawie) – polska aktorka i piosenkarka. Członkini Akademii Fonograficznej ZPAV, Amerykańskiego Stowarzyszenia Kompozytorów, Autorów i Wydawców (ASCAP) oraz Związku Artystów Scen Polskich (ZASP). Honorowa obywatelka Gruzji.

## Życiorys

### Wykształcenie
Przez osiem lat uczęszczała do Szkoły Baletowej w Warszawie. Trenowała również łyżwiarstwo figurowe.
W 2004 ukończyła z wyróżnieniem studia na Wydziale Aktorskim Tisch School of the Arts na Uniwersytecie Nowojorskim i otrzymała tytuł Bachelor of Fine Arts. Ukończyła również wokalistykę estradową na Wydziale Jazzu i Muzyki Estradowej Akademii Muzycznej w Łodzi.

### Kariera zawodowa

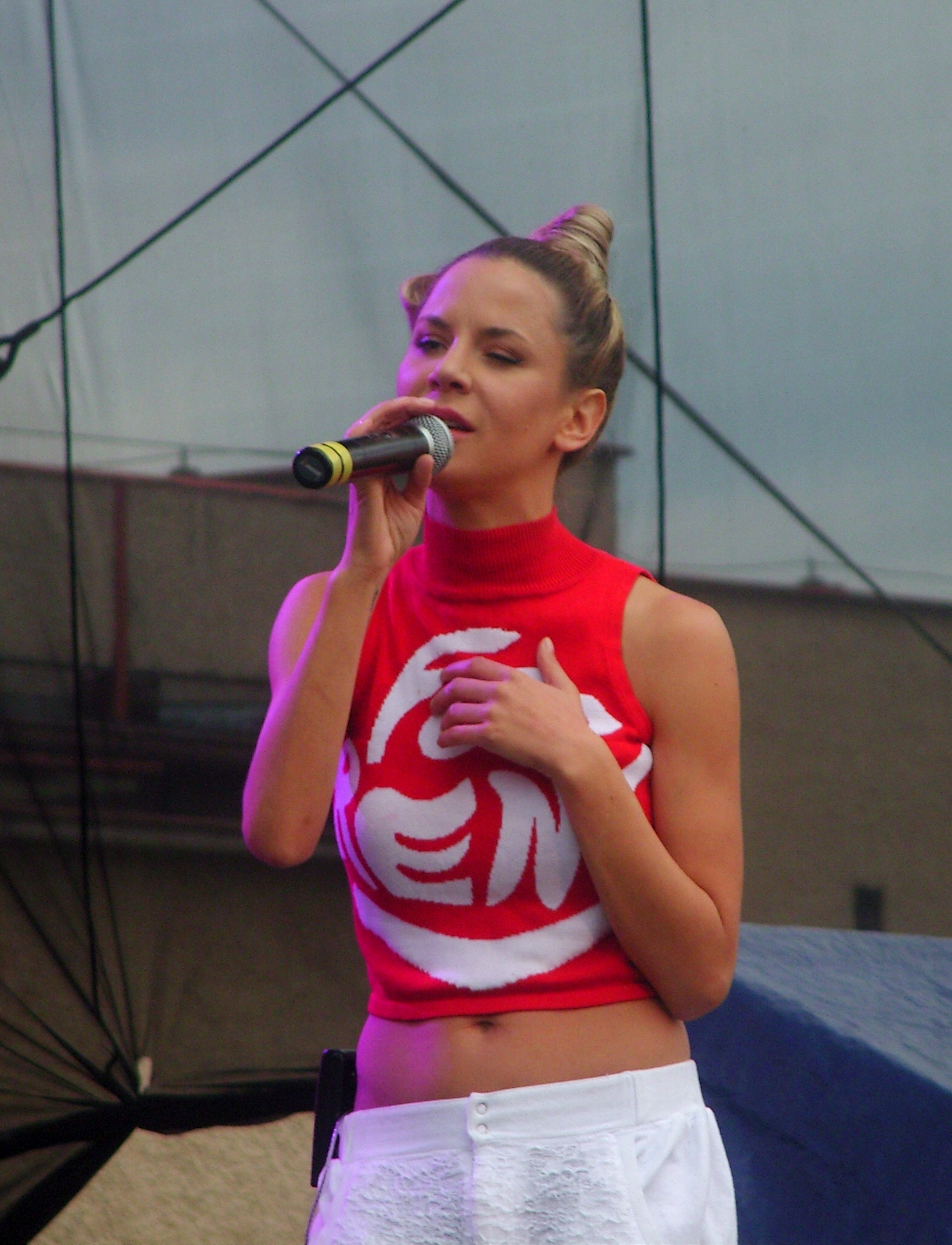
Lesz podczas trasy „Lata z radiem” (2011)

11 kwietnia 2008 wydała swój debiutancki album, zatytułowany po prostu Natalia Lesz. Z promującym płytę singlem „Power of Attraction” dotarła do 24. miejsca amerykańskiego notowania Hot Dance Club Songs oraz wzięła udział w 45. Międzynarodowym Festiwalu Piosenki w Sopocie. Za występ na festiwalu sopockim została skrytykowana przez jurora Roberta Kozyrę oraz ogólnopolskie media. W 2008 została nagrodzona statuetką VIVA Comet Awards i Superjedynką w ramach 45. KFPP w Opolu; obie nagrody otrzymała za debiut roku. Również w 2008 w parze z Łukaszem Czarneckim została finalistką ósmej edycji programu rozrywkowego TVN Taniec z gwiazdami. Wystąpiła jako support przed koncertami Céline Dion, Miki i Patrici Kaas. W 2009 nawiązała współpracę menedżerską z Dariuszem Krupą oraz otrzymała nominację do Fryderyka za fonograficzny debiut roku.
W latach 2009–2010 grała Ingę Sawczuk w serialu Tancerze. W 2010 otrzymała nagrodę dziennikarzy za wykonanie utworu „RadioActive” w konkursie „Trendy” na sopockim festiwalu TOPtrendy 2010. W 2011 nagrała cover utworu Filipinek pt. „Batumi”, który został wybrany przez rząd Gruzji jako utwór promujący ten kraj w Polsce. W tym samym roku wystąpiła w roli Nory w monodramie Live a Virgin wystawionym w Teatrze Praga. 18 października 2011 wydała album pt. That Girl, za którego sprzedaż w nakładzie ponad 15 tys. egzemplarzy otrzymała certyfikat złotej płyty. Również w 2011 grała Agnieszkę w serialu Plebania. W tym okresie została także felietonistką portalu natemat.pl. W 2013 teledysk do jej piosenki „Beat of My Heart” emitowany był na kanale HBO Plus Latin America w Brazylii, Meksyku, Argentynie, Kolumbii i Wenezueli.

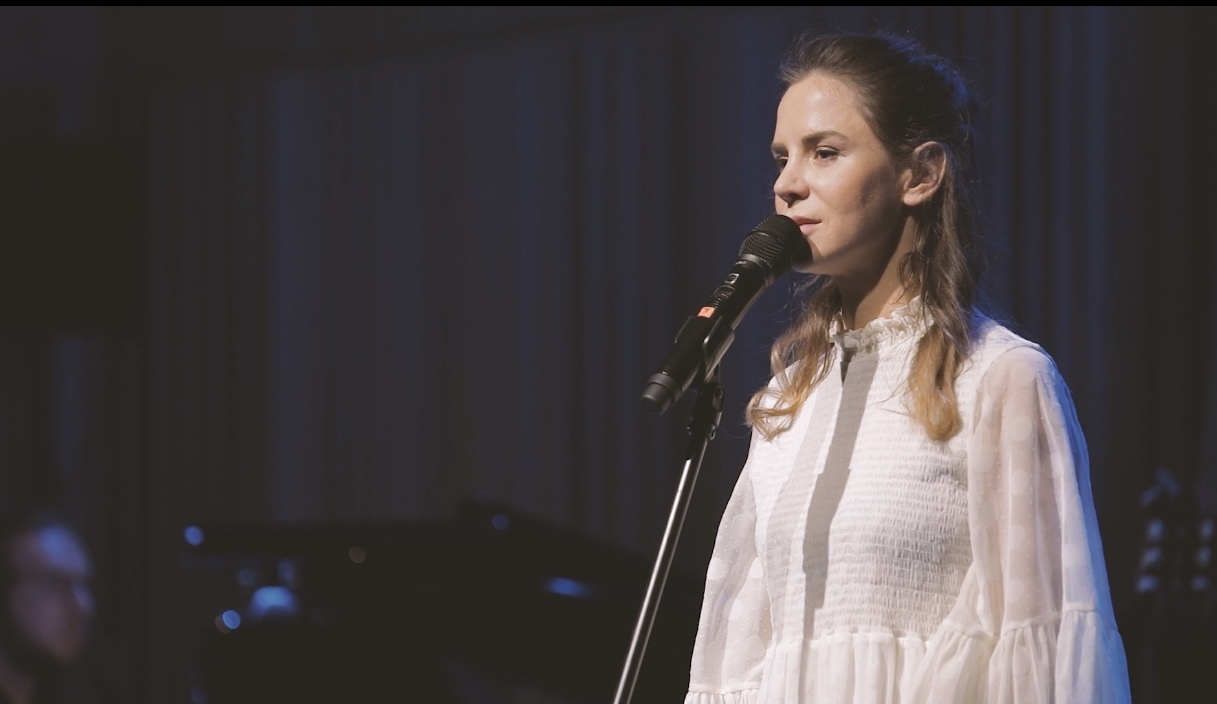
Lesz (2019)

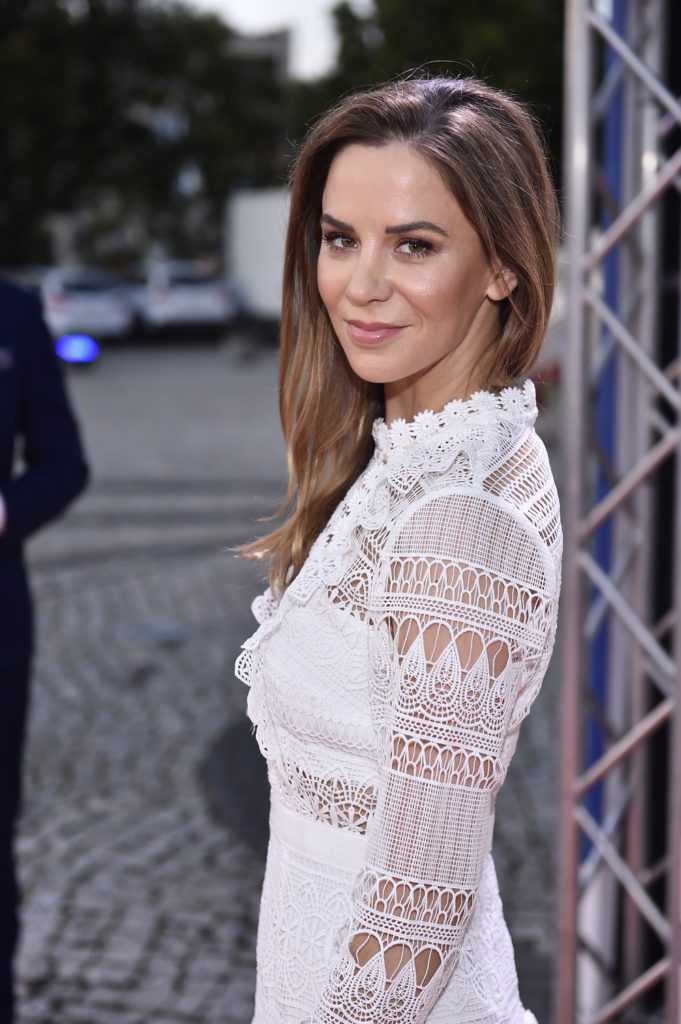
Lesz (2019)

W 2014 zagrała główną rolę w krótkometrażowym filmie fabularnym Teresy Czepiec Test (2015), który zdobył m.in. Srebrną Palmę na Międzynarodowym Festiwalu Filmowym w Meksyku, nagrodę dla najlepszego filmu zagranicznego na Festiwalu Filmowym na Florydzie oraz nagrodę w konkursie „First Shot” na Festiwalu Filmowym „Suspense Film Festival” w Kołobrzegu. W 2015 zakwalifikowała się do finału 18. Konkursu „Pamiętajmy o Osieckiej” oraz była opiekunką jednej z drużyn biorących udział w pierwszej edycji programu TVN Mali giganci. W 2019 dołączyła do stałej obsady seriali: Korona królów i Gabinet numer 5, zaś w 2022 zagrała wokalistkę Stellę w filmie Gierek, do którego nagrała także piosenkę promocyjną „Gdybyśmy (to skomplikowane)”.
W 2022 wydała album pt. Piosenki domowe z wierszami dla dzieci Michała Rusinka Płyta została nominowana do Fryderyków w kategorii album roku muzyka dziecięca. W 2023 dołączyła do obsady serialu Polsatu Przyjaciółki. Od czerwca 2023 występuje w spektaklu Wisławie-Grażyna (reż. Katarzyna Jungowska), w którym wciela się w postać młodej Wisławy Szymborskiej.

### Życie prywatne
Jest córką Aleksandra i Grażyny Leszów. Jej ojciec jest współzałożycielem firmy informatycznej Softbank SA.
Z nieformalnego związku z chirurgiem Adamem Maciejewskim ma córkę Alicję (ur. 2014). W marcu 2024 potwierdziła, że kilka lat wcześniej rozstała się z Maciejewskim.

## Dyskografia

### Albumy studyjne
| Rok                            | Dane dot. albumu                                                                                     | Najwyższa pozycja na liście | Certyfikat         | Sprzedaż       |
| Rok                            | Dane dot. albumu                                                                                     | POL                         | Certyfikat         | Sprzedaż       |
| ------------------------------ | --- | --------------------------- | ------------------ | -------------- |
| 2008                           | Natalia Lesz - Wydany: 11 kwietnia 2008 - Wydawca: EMI Music Poland - Formaty: CD, digital download  | 13                          |                    |                |
| 2011                           | That Girl - Wydany: 18 października 2011 - Wydawca: EMI Music Poland - Formaty: CD, digital download | 44                          | - POL: złota płyta | - POL: 15 000+ |
| 2023                           | Piosenki domowe - Wydany: 26 maja 2023 - Wydawca: Agora - Formaty: CD, digital download, streaming   | –                           |                    |                |
| „–” pozycja nie była notowana. | |                             |                    |                |

### Single
| Rok                            | Tytuł                               | Najwyższe pozycje na listach | Najwyższe pozycje na listach | Najwyższe pozycje na listach | Najwyższe pozycje na listach | Najwyższe pozycje na listach | Album                      |
| Rok                            | Tytuł                               | POL (airplay nowości)        | RMF                          | SLiP                         | WiR                          | US Dance                     | Album                      |
| ------------------------------ | ----------------------------------- | ---------------------------- | ---------------------------- | ---------------------------- | ---------------------------- | ---------------------------- | -------------------------- |
| 2008                           | „Fall”                              | –                            | 1                            | –                            | 12                           | –                            | Natalia Lesz               |
| 2008                           | „Power of Attraction”               | –                            | 1                            | 20                           | –                            | 24                           | Natalia Lesz               |
| 2009                           | „Coś za coś”                        | –                            | –                            | –                            | –                            | –                            | That Girl                  |
| 2009                           | „Arabesque”                         | –                            | –                            | –                            | –                            | –                            | Natalia Lesz               |
| 2010                           | „RadioActive”                       | –                            | –                            | –                            | –                            | –                            | –                          |
| 2011                           | „That Girl”                         | 4                            | –                            | –                            | –                            | –                            | That Girl                  |
| 2012                           | „Sorry D”                           | –                            | –                            | –                            | –                            | –                            | That Girl                  |
| 2012                           | „Batumi”                            | –                            | –                            | –                            | –                            | –                            | –                          |
| 2012                           | „Chciałabym”[A]                     | –                            | –                            | –                            | –                            | –                            | –                          |
| 2019                           | „Fire in the Sky” (oraz Sonu Nigam) | –                            | –                            | –                            | –                            | –                            | –                          |
| 2021                           | „Na zakręcie” (live)                | –                            | –                            | –                            | –                            | –                            | –                          |
| 2021                           | „Sztuczny miód” (live)              | –                            | –                            | –                            | –                            | –                            | –                          |
| 2022                           | „Gdybyśmy (to skomplikowane)”       | –                            | –                            | –                            | –                            | –                            | Gierek (ścieżka dźwiękowa) |
| 2022                           | „Wiosną”                            | –                            | –                            | –                            | –                            | –                            | –                          |
| 2022                           | „Lustro”                            | –                            | –                            | –                            | –                            | –                            | –                          |
| 2022                           | „Coś” (gościnnie: Amelka)           | –                            | –                            | –                            | –                            | –                            | Piosenki domowe            |
| 2023                           | „Nie ma w domu”                     | –                            | –                            | –                            | –                            | –                            | Piosenki domowe            |
| 2023                           | „Historia”                          | –                            | –                            | –                            | –                            | –                            | –                          |
| 2023                           | „Klucz”                             | –                            | –                            | –                            | –                            | –                            | Piosenki domowe            |
| 2023                           | „Przedpokój”                        | –                            | –                            | –                            | –                            | –                            | Piosenki domowe            |
| 2023                           | „Wierszem lubimy przeklinać”        | –                            | –                            | –                            | –                            | –                            | –                          |
| 2023                           | „Nienaganne żony”                   | –                            | –                            | –                            | –                            | –                            | –                          |
| 2023                           | „Jeszcze w zielone gramy” (live)    | –                            | –                            | –                            | –                            | –                            | –                          |
| 2023                           | „Wariatka tańczy” (live)            | –                            | –                            | –                            | –                            | –                            | –                          |
| 2024                           | „Warszawski deszcz”                 | –                            | –                            | –                            | –                            | –                            | –                          |
| 2024                           | „West End”                          | –                            | –                            | –                            | –                            | –                            | –                          |
| 2025                           | "Kino Noir"                         | –                            | –                            | –                            | –                            | –                            | –                          |
| 2025                           | "Z daleka"                          | –                            | –                            | –                            | –                            | –                            | –                          |
| 2025                           | "Więcej chcę"                       | –                            | –                            | –                            | –                            | –                            | –                          |
| „–” pozycja nie była notowana. |                                     |                              |                              |                              |                              |                              |                            |

Uwagi
- A^ Utwór promujący zrekonstruowaną wersję filmu Pan Tadeusz z 1928 roku[58].

### Utwory notowane na listach
| Rok  | Tytuł              | Najwyższa pozycja na liście | Album     |
| Rok  | Tytuł              | WiR                         | Album     |
| ---- | ------------------ | --------------------------- | --------- |
| 2012 | „Beat of My Heart” | 5                           | That Girl |

### Z gościnnym udziałem
| Rok  | Utwór                                       | Album             |
| ---- | ------------------------------------------- | ----------------- |
| 2008 | „Superhero” (Teka, gościnnie: Natalia Lesz) | Talent            |
| 2010 | „Glam Rap” (Tede, gościnnie: Natalia Lesz)  | FuckTede/Glam Rap |

### Pozostałe utwory
| Rok  | Tytuł                            |
| ---- | -------------------------------- |
| 2014 | 21 Allstars – „Kocham te Święta” |

### Teledyski
| Rok  | Utwór                         | Reżyseria                         | Źródło |
| ---- | ----------------------------- | --------------------------------- | ------ |
| 2008 | „Fall”                        | –                                 | [ 62 ] |
| 2008 | „Power of Attraction”         | Adam Egypt Mortimer               | [ 63 ] |
| 2008 | „Miss You”                    | Adam Egypt Mortimer               | [ 64 ] |
| 2009 | „Coś za coś”                  | –                                 | [ 65 ] |
| 2010 | „RadioActive”                 | –                                 | [ 66 ] |
| 2010 | „It’s OK”                     | –                                 | [ 67 ] |
| 2010 | „Glam Rap”                    | Marcin Pietkiewicz                | [ 68 ] |
| 2011 | „That Girl”                   | Giorgio Bruni, Toby Ross-Southall | [ 69 ] |
| 2012 | „Batumi”                      | Zaza Orashvili                    | [ 70 ] |
| 2012 | „Chciałabym”                  | –                                 | [ 58 ] |
| 2012 | „Beat of My Heart”            | Thom Glunt                        | [ 71 ] |
| 2013 | „In Love” (wersja pierwsza)   | Thom Glunt                        | [ 71 ] |
| 2014 | „In Love” (wersja druga)      | Onur Sentruk                      | [ 72 ] |
| 2019 | „Fire in the Sky”             | Rahul Sud                         | [ 73 ] |
| 2022 | „Gdybyśmy (to skomplikowane)” | Błażej Jankowiak                  | [ 74 ] |

## Filmografia

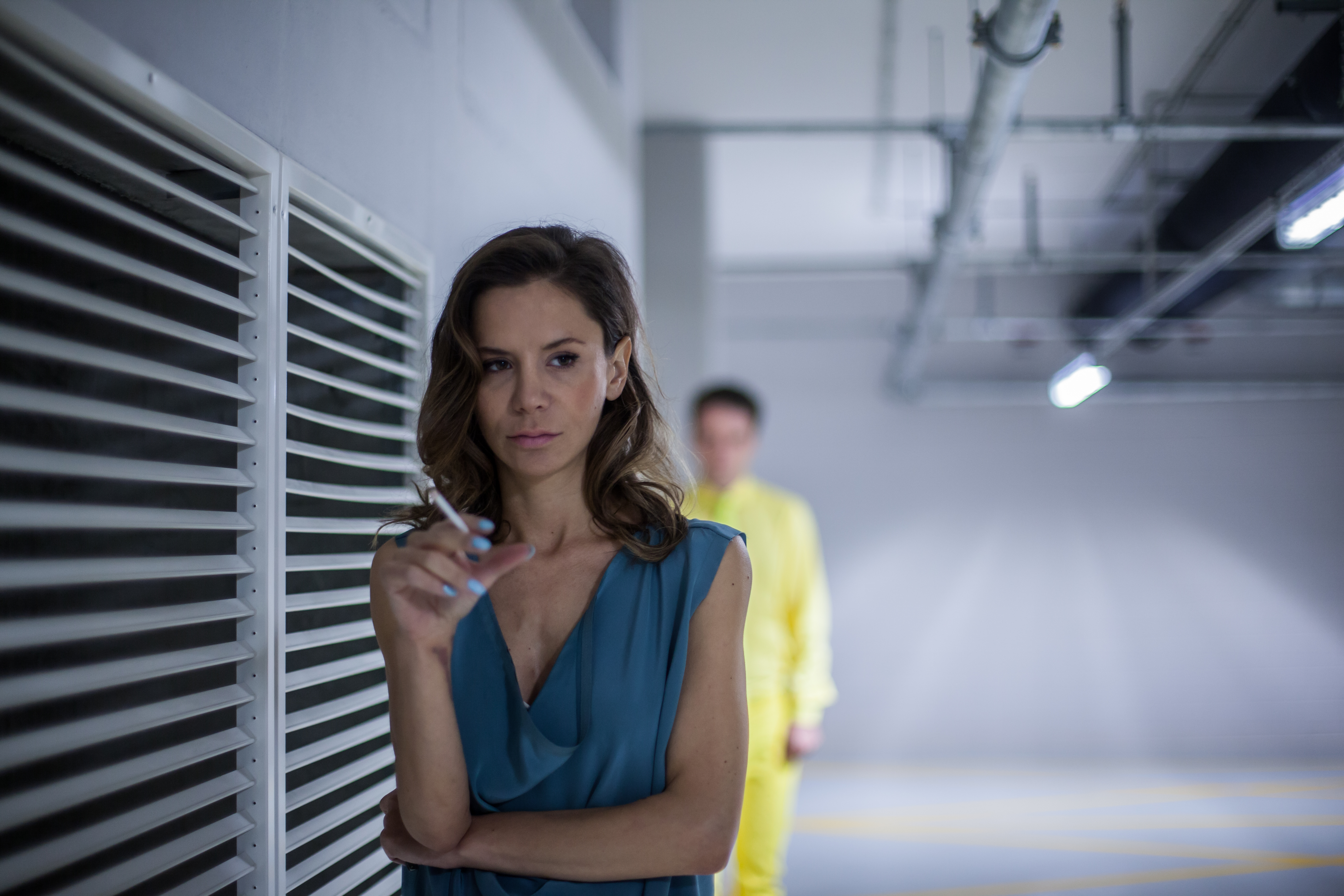
Lesz w filmie Test (2015)

### Filmy fabularne
- 2000: Weiser jako tancerka na dworcu
- 2015: Test jako Ana Sis; współpraca scenariuszowa
- 2022: Gierek jako Stella
- 2022: Krime Story. Love Story jako „Latawica”
- 2023: Gdzie diabeł nie może, tam baby pośle 2 jako sekretarka Kuleszy

### Seriale
- 2009–2010: Tancerze jako Inga Sawczuk
- 2010: Hotel 52 jako ona sama (odc. 19)
- 2011: Linia życia jako Mia (odc. 51)[75]
- 2011: Ojciec Mateusz jako Paulina Radosz (odc. 79)
- 2011: Plebania jako Agnieszka (odc. 1655–1827; 54 odcinki)
- 2011: Rezydencja jako „Shadi”
- 2011: Rodzinka.pl jako hostessa (odc. 20)
- 2011: Pierwsza miłość jako Milena Suska, tancerka z Gdańska, dawna partnerka Adama Wysockiego na parkiecie
- 2012: Ojciec Mateusz jako Weronika Grabska (odc. 91)
- 2012: Na dobre i na złe jako Ania, partnerka Masalaka (odc. 486)
- 2014: Spokojnie, to tylko ekonomia! jako pani Beata z ubezpieczeń (seria 2, odc. 7)
- 2014: Komisarz Alex jako Marta Tkaczyk (odc. 72)
- 2015: Dziewczyny ze Lwowa jako pani Puderko (odc. 9)
- 2015–2016: Singielka jako Ada, trenerka salsy (odc. 38, 40, 62, 65, 93, 115)
- 2019: Korona królów jako Ragana
- 2019: Ślad jako Natalia Pawlik (odc. 70)
- 2019: Gabinet numer 5 jako Magda Adamiak, kochanka Domańskiego
- 2019: Ojciec Mateusz jako Fabiola Pietruk (odc. 285)
- 2019: Miasto długów jako Maria Loczek (odc. 7)
- 2021: The Office PL jako dziewczyna z Body Sushi (odc. 5)
- 2023: Archiwista 2 jako Justyna Szala (odc. 6)
- 2023: Przyjaciółki jako Sylwia Płatek (odc. 245, 247–250, 253–254)
- 2023: Na sygnale jako Agnieszka (odc. 447–448, 451, 460, 462)
- 2023: Prawdziwe historie polskich fortun jako sekretarka Kuleszy (odc. 6)
- 2023: Gdzie diabeł nie może, tam baby pośle 2 jako sekretarka Kuleszy
- 2023: Archiwista II jako Justyna Szala (odc. 8)
- 2024: Komisarz Alex jako Sara Maj, córka Wojciecha (odc. 273)

## Teatr

### Spektakle
- Jak wam się podoba jako Celia (Stella Adler Theatre w Nowym Jorku)[7]
- Trzy siostry jako Irina (Stella Adler Theatre w Nowym Jorku)[7]
- Tramwaj zwany pożądaniem jako Blanche (Shubert Theatre w Nowym Jorku)[7]
- Short Eyes (Atlas Theatre w Nowym Jorku)[7]
- Quartet (Fifth Floor Theatre na Uniwersytecie Nowojorskim)[7]
- 2011: Like a Virgin jako Nora (Teatr Praga w Warszawie)[7][76]
- 2013: Honeymoon jako Linda (Teatr Kamienica w Warszawie)[7][77]
- 2023: Wisławie-Grażyna jako młoda Wisława Szymborska[32]

### Balet
- La Gitana (Teatr Wielki w Warszawie)[2]
- Romeo i Julia[2]
- Dziadek do orzechów[2]
- Córka źle strzeżona[2]

## Nagrody i nominacje
| Rok  | Konkurs                   | Kategoria                                     | Rezultat  |
| ---- | ------------------------- | --------------------------------------------- | --------- |
| 2008 | Superjedynki              | Debiut roku                                   | Wygrana   |
| 2008 | Sopot Festival 2008       | Bursztynowy Słowik („Power of Attraction”)    | Nominacja |
| 2008 | VIVA Comet 2008           | Debiut roku                                   | Wygrana   |
| 2008 | VIVA Comet 2008           | Teledysk roku („Fall”)                        | Nominacja |
| 2009 | Bravoora                  | Świeża krew                                   | Nominacja |
| 2009 | Mikrofony Popcornu        | Wokalistka roku – Polska                      | Nominacja |
| 2009 | Fryderyki 2009            | Fonograficzny debiut roku (Natalia Lesz)      | Nominacja |
| 2009 | Kobieta Roku Glamour 2008 | Wejście w stylu Glamour                       | Nominacja |
| 2009 | Świry 2009                | Muzyka                                        | Nominacja |
| 2009 | Sopot Hit Festiwal 2009   | Polski hit lata („Coś za coś”)                | Nominacja |
| 2010 | TOPtrendy 2010            | Konkurs Trendy („RadioActive”)                | Nominacja |
| 2010 | TOPtrendy 2010            | Nagroda dziennikarzy                          | Wygrana   |
| 2024 | Fryderyki 2024            | Album roku muzyka dziecięca (Piosenki domowe) | Nominacja |